# Municipio de Coscomatepec
El municipio de Coscomatepec se encuentra en el estado de Veracruz, en la zona central montañosa de dicho estado del oriente de México. Es uno de los 212 municipios de la entidad. Está ubicado en las coordenadas 19°1′44.6″N 97°6′50.06″O / 19.029056, -97.1139056 y está a una altitud de 1588 m s. n. m.
Sus límites son:
- Norte: Alpatláhuac, Calcahualco  y el Estado de Puebla.
- Sur: La Perla y Chocamán.
- Este: Huatusco.
- Oeste: Calcahualco y La Perla.

Coscomatepec es un municipio bastante húmedo y tiene tres estaciones bien definidas: la época de lluvias, de junio a septiembre, la de las neblinas, de octubre a enero, y la seca, de febrero a mayo, lo que ocasiona que tenga una flora exuberante y una temperatura muy agradable.

## Toponimia
Del náhuatl "Cuezcomatepec" que se divide en "Cuezcoma", que significa cuexcomates, "Tepe" derivado de "tépetl", que significa cerro o montaña y "c", un locativo que denota un lugar. 
Por lo tanto se interpreta como "En el cerro de los cuexcomates".

## Historia
El primer asentamiento de este municipio es el viejo Tetlalpa, tetl, piedra; talli, tierra; pan, en; “sobre piedras pedregosas”; fundado hacia 1325 por totonacos descendientes de Teotihuacanos, provenientes de la sierra de puebla y pertenecientes a un conjunto de pueblos agrupados en cacicazgos, de entre los que se distinguió el de Cuauhtochco.
Desde que los cuautochcas llegaron a la comarca se sintieron atraídos por su cumbre nevada, bautizándola como Poyautécatl (hoy llamada Citlaltépetl o Pico de Orizaba), en memoria a la ciudad Teochichimeca de donde provenían: Poyautlán.
Su culto religioso era sencillo, no acostumbraban los sacrificios humanos; quemaban incienso a sus divinidades ofreciéndoles flores y aves; ejecutaban danzas ceremoniosas y rítmicas entonando cánticos melancólicos alrededor de las mismas. Los sacerdotes hacían las veces de maestros entre los niños y ejercían cargos en la administración pública.
Cuando el imperio Azteca en el periodo de Motecuhzoma Ilhuicamina, conquistó estas tierras, modificó poco a poco su sistema político, no así sus leyes y costumbres, limitándose a fijarle un fuerte tributo, como era la usanza para sus conquistados.
Tras la llegada de los españoles entra en auge la arriería y en 1597 Coscomatepec es nombrado Cabecera del Corregimiento, prosperando rápidamente debido a la ganadería y comercio.
En 1620, 60 familias de la Ciudad de México y de Orizaba se establecieron en Coscomatepec; los naturales del lugar son esclavizados y maltratados por los españoles, por lo que al llegar el Movimiento Independentista, se unen a él luchando por la libertad.
Coscomatepec escribe una bella página de gloria durante la guerra de Independencia; la madrugada del 4 de octubre de 1813, el Brigadier Don Nicolás Bravo, al frente de 600 hombres de la insurgencia, rompe el sitio que los españoles habían puesto al poblado y que duró 33 días.
Cada año se lleva a cabo esta celebración cívica con la participación de las escuelas y clubes locales, así como instituciones invitadas.
El 12 de diciembre de 1830 se publica el decreto No 187 del Poder Legislativo del Estado Libre y Soberano de Veracruz, que concede a Coscomatepec el Título de Villa.
En 1902 empieza a operar el famoso “Huatusquito” ramal del Ferrocarril Mexicano que unía a Coscomatepec con Córdoba y Orizaba y otros poblados de la región, y que sirvió para impulsar tanto a la economía como a la sociedad, dejando una semilla significativa en la vida cotidiana de la región: educación, teatro, bailes, prensa, teléfono, energía eléctrica, infraestructura de calles, drenajes, agua, y todas las repercusiones que estos avances tuvieron. Este pequeño tren dejó de
funcionar, muy a pesar de la gente, en el año de 1952. Como situación anecdótica cabe mencionar que una persona muy querida por los viajantes, era el maquinista “don Panchito” Carballido, padre del destacado dramaturgo mexicano Emilio Carballido.
En julio de 1903, siendo Gobernador del Estado Teodoro A. Dehesa, se publica el decreto No 18, en el que la Villa de San Juan Coscomatepec, del Cantón de Córdoba, se eleva a categoría de Ciudad, asignándole en nombre de Coscomatepec de Bravo, en memoria a la heroica defensa que el general Insurgente don Nicolás Bravo, hizo de aquel lugar en 1813, cuando fue sitiado por las fuerzas realistas.
Coscomatepec es un municipio que por su estratégica ubicación, en las faldas del Citlaltépetl, cuenta con tierras fértiles, de hermosos paisajes, de gente trabajadora, donde se realizan actividades que los distingue a nivel nacional e internacional; municipio que representa un detonante de desarrollo para la región montañosa central del Estado de Veracruz.
En Coscomatepec Se llevan a cabo numerosas fiestas y celebraciones en el transcurso del año, pero solo dos son los festejos más notables.
24 de junio(Celebración Religiosa)
En esta fecha celebra la fiesta de San Juan Bautista, Santo patrón del pueblo, en estas fechas se llevan a cabo procesiones, encuentros deportivos, bailes populares, así como lo que podríamos llamar una "miniferia" en la que se establecen dentro de la plazuela puestos de juegos de azar, dulces y artesanías.
3 y 4 de octubre (Celebración Cívico-Militar)
Fiesta cívica en la que se conmemora el rompimiento del sitio que habían puesto a la población los realistas, por el General Insurgente Nicolás Bravo en el año de 1813. El día 3 de octubre se lleva a cabo "La Cabalgata" y el día 4 de octubre se lleva a cabo un desfile cívico-militar.

## Ciudadanos Destacados
- General Modesto Solís Domínguez, reconocido militar.
- Enrique Florescano Mayet, destacado historiador.